# Queso de Los Carriles
El queso de Los Carriles o Injestu es un queso artesanal elaborado en el Principado de Asturias

## Elaboración
Se coge la leche entera de vaca, con su nata y se le añade cuajo, se calienta hasta los 30-40 °C mientras se agita durante media hora. una vez completado este proceso se coge la cuajada formada y se corta muy menudo. Se desuera y se mete en los moldes. En los moldes continúa el proceso de desuerado dándole vueltas cada doce horas. Pasadas 48 horas se sala por inmersión en salmuera y se deja madurar durante una semana.

## Características
Este queso es blando, rectangular de alrededor de 400 gramos, el de Carriles es algo más pequeño que el de Injestu. El interior o pasta es blando, cremoso, de color blanco. La corteza es de color amarillo claro.

## Zona de elaboración
Este queso se elabora en las aldeas de Los Carriles y de la aldea de Injiestu, ambos pertenecientes al concejo asturiano de Llanes